# Россия зовёт!
Инвестиционный форум «ВТБ Капитал» «Россия зовет!» (англ. VTB Capital Russia Calling! Investment Forum) — ежегодный международный форум, посвящённый российским и зарубежным инвестициям в экономику России. Цель форума — привлечение инвестиций в российскую экономику, развитие диалога между российским бизнесом и иностранными инвесторами.
Организатор форума — АО «ВТБ Капитал» (в группе ВТБ банк отвечает за корпоративно-инвестиционное направление). Мероприятие традиционно собирает руководителей министерств и ведомств экономического блока, Центрального банка, авторитетных международных экспертов, крупных инвесторов. На каждом форуме «Россия зовёт!» выступает Владимир Путин.
В дополнение к основным заседаниям форума в Москве регулярно проходят его выездные сессии: в 2009, 2011—2013 и 2017 годах — в Лондоне, в 2013 году — в Нью-Йорке.

## История

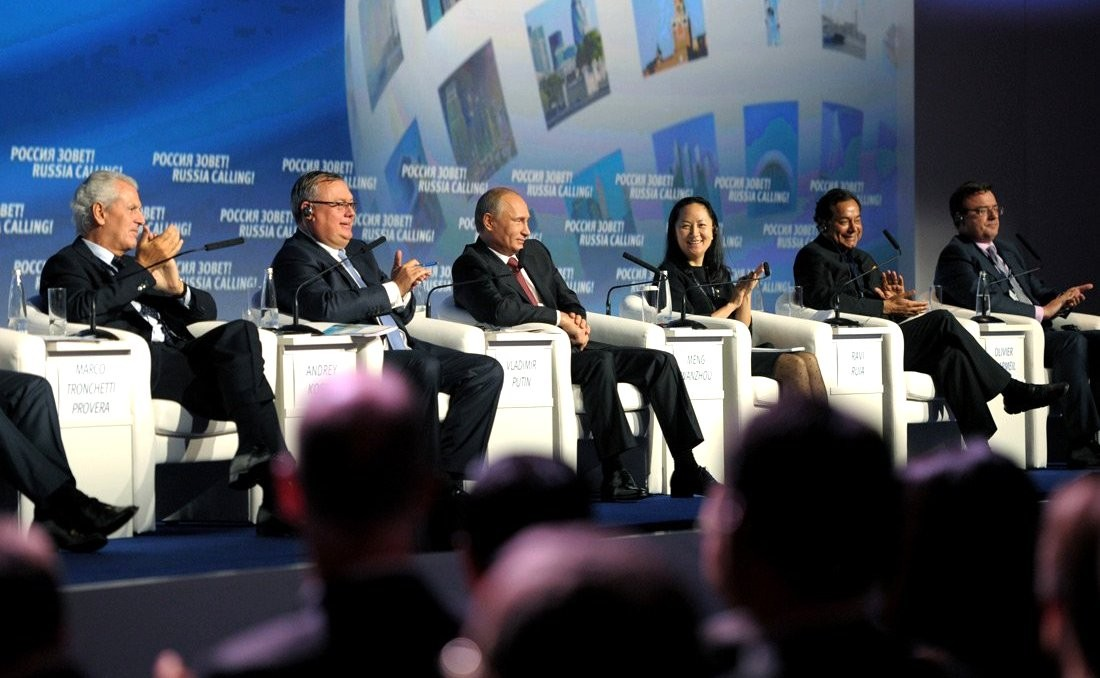
Андрей Костин и Владимир Путин на форуме «Россия зовёт!» (8 октября 2014 года)

Первый форум «Россия зовёт!» прошёл в «Президент-Отеле» в Москве с 29 сентября по 1 октября 2009 года и собрал около 1,5 тыс. участников. На нём выступали глава правительства Владимир Путин, министр экономического развития Эльвира Набиуллина, министр финансов Алексей Кудрин и др. В ходе мероприятия состоялось более тысячи встреч иностранных инвесторов с российскими компаниями .
С 2010 года «Россия зовёт!» проводится на площадке Центра международной торговли, число участников в том же году достигло 1 тыс. человек; с 2011 года форум принимает 2-2,5 тыс. гостей. Начиная с 2010 года газета «Коммерсантъ» выпускает специальное приложение Review «Россия зовёт», посвящённое форуму.
В 2020 году форум впервые прошёл в онлайн-формате вследствие пандемии COVID-19.
В 2021 году главной темой форума стало устойчивое развитие. В 2022 году форум не проводился на фоне вторжения России на Украину.

## Хронологическая таблица
| Даты проведения                           | Особенности программы, детали Форума | Спикеры | Участники |  |
| ----------------------------------------- | --- | --- | --- |  |
| I Инвестиционный форум «Россия зовёт!»    | | | |  |
| 29 сентября — 1 октября 2009 г.           | Темы форума: «Мировой финансовый кризис: уроки и пути выхода», «Корпоративное управление в России», «Международные инвестиции», «Российский банковский сектор», «Телекоммуникации», «Диверсификация экономики», «Инфраструктурные проекты в России в период кризиса» и «Инвестиции в энергетический сектор». | Более 50 руководителей государства, российского и международного бизнеса: - Владимир Путин (председатель правительства Российской Федерации), - Алексей Кудрин (вице-премьер и Министр финансов), - Игорь Шувалов (первый заместитель председателя правительства), - Аркадий Дворкович (помощник Президента РФ), - Алексей Улюкаев (первый заместитель председателя ЦБ РФ), - Эльвира Набиуллина (министр экономического развития), - Владимир Миловидов (руководитель Федеральной службы по финансовым рынкам (ФСФР)), - Герхард Шредер (канцлер ФРГ в 1998—2005 гг.), - Джеймс Д. Вульфенсон (председатель совета директоров Wolfensohn & Сompany), - Филипп Ле Ру (Вице-президент Всемирного банка по региону Европы и Центральной Азии), - Ален Пилу (генеральный директор по России Европейского Банка Реконструкции и развития), - Джеймс Терли (глава правления Ernst & Young) и др. | 1,5 тысячи гостей и делегатов из 24 стран |  |
| II Инвестиционный форум «Россия зовёт!»   | | | |  |
| 5-7 октября 2010 г.                       | Основные темы: «Международная финансовая система — новое лицо», «Москва — Международный финансовый центр», «Российская макроэкономическая политика: баланс между ростом и устойчивостью», "Природные богатства России: «дар» или «проклятье», «Инновационные секторы экономики». Прошло более тысячи встреч между представителями российских и зарубежных деловых кругов и инвесторами. Участники обсудили вопросы, связанные с привлечением иностранных участников на российские площадки, а также перспективы создания международного финансового центра в российской столице | На пленарных сессиях и панельных дискуссиях выступили 46 спикеров, в том числе: - Владимир Путин (председатель правительства Российской Федерации), - Алексей Кудрин (заместитель председателя правительства РФ — министр финансов РФ), - Аркадий Дворкович (помощник президента РФ), - Сергей Тигипко (вице-премьер-министр Украины по вопросам экономики), - Кристин Лагард (министр экономики, промышленности и занятости Франции), - Алексей Улюкаев (первый заместитель председателя ЦБ РФ), - Андрей Костин (президент — председатель правления ОАО «Банк ВТБ»), - Юрий Соловьёв (президент ВТБ Капитал), - Рубен Аганбегян (президент ЗАО «Московская Межбанковская Валютная Биржа»), - Александр Волошин (руководитель рабочей группы по созданию Международного финансового центра в Москве), - Доминик Черутти (президент NYSE Euronext), - Андрей Клепач (министр экономического развития РФ), - Михаил Задорнов (президент — Председатель правления ВТБ 24), - Эрик Берглоф (главный экономист и советника президента ЕБРР), - Сергей Гуриев (ректора Российской экономической школы), - Дэрон Асемоглу (профессор прикладной экономики Массачусетского технологического университета), - Кеннет Рогофф (профессор экономики Гарвардского университета), - Евгений Иванов (генеральный директор ОАО «Полюс золото»), - Артем Волынец (первый заместитель генерального директора En+ Group), - Владимир Стржалковский (генеральный директор — председатель правления ГМК «Норильский никель»), - Леонид Федун (вице-президент ОАО «Лукойл»), - Виктор Вексельберг (Президента НО «Фонд развития Центра разработки и коммерциализации новых технологий»), - Анатолий Чубайс (Генерального директора ГК «Роснанотех») | 1,9 тысячи делегатов, включая почти 500 инвесторов |  |
| III Инвестиционный форум «Россия зовёт!»  | | | |  |
| 5-7 октября 2011 г.                       | В ходе Форума состоялись два круглых стола — «Интернационализация российских рынков капитала» и «Инвестиционный менеджмент в России: задачи и возможности» (совместно с журналом Forbes), на которых обсуждались актуальные вопросы рынков долгового и акционерного капитала России, тенденции и текущее состояние, возможности российских компаний по привлечению инвестиций | - Владимир Путин (председатель правительства Российской Федерации), - Николас Лорд (редактор Euromoney), - Кирилл Дмитриев (генеральный директор управляющей компании Российского фонда прямых инвестиций (РФПИ)), - Ксавье Роле (президент Лондонской фондовой биржи), - Елизавета Осетинская (главный редактор Forbes), - Джеймс Бидл (советник по инвестициям Societe Generale Private Banking), - Игорь Куличик (вице-президент — финансовый директор АК «АЛРОСА»), - Олег Мухамедшин (заместитель генерального директора, директор по корпоративному развитию и акционерному капиталу ОК РУСАЛ), - Максим Волков (генеральный директор ФосАгро), - Дидрик Зандстра (глава международного листинга NYSE Euronext), - Роман Горюнов (председатель правления ОАО «РТС»), - Абай Алпамысов (председатель правления, член совета директоров Казына Капитал Менеджмент), - Линдси Форбс (директор по корпоративным акционерным капиталам ЕБРР), - Павел Ильичев (заместитель начальника департамента корпоративных финансов РЖД), - Жан-Паскаль Дювьесар (директор ППФ Эдвайзори и член наблюдательного совета PPF Group, член наблюдательного совета Номос Банка), - Дэвид Варокьюэр (директор Mangrove Capital Partners), - Лоуренс Джон (управляющий директор фонда Amadeus and Angels Seed Fund, Amadeus Capital Partners), - Гарет Джонс (управляющий директор по инвестициям Capital Partners) и др. | Более 2 тыс. человек, в том числе более 500 инвесторов из России, Европы, США, Ближнего Востока и Африки и около 300 топ-менеджеров ведущих российских компаний |  |
| IV Инвестиционный форум «Россия зовёт!»   | | | |  |
| 2-4 октября 2012 г.                       | Среди основных тем — новая мировая экономическая архитектура, стратегические возможности России, приоритеты макроэкономической политики, обеспечение устойчивого экономического роста | - Владимир Путин (Президент Российской Федерации), - Аркадий Дворкович (заместитель председателя правительства РФ), - Дмитрий Рогозин (заместитель председателя правительства РФ), - Михаил Абызов (министр по связям с открытым правительством), - Андрей Белоусов (министр экономического развития РФ), - Антон Силуанов (министр финансов РФ), - Максим Соколов (министр транспорта РФ), - Алексей Улюкаев (первый заместитель председателя Банка России), - Аксель Вебер (председатель совета директоров Банка UBS), - Клаус Кляйнфельд (председатель совета директоров Алкоа Инк.), - Джин Ликун (председатель наблюдательного совета Инвестиционной Корпорации Китая), - Анатолий Чубайс (председатель правления ОАО «РОСНАНО») и др. | Более 1,8 тысячи делегатов, в том числе более 400 международных экспертов и российских инвесторов.                                                              |  |
| V Инвестиционный форум «Россия зовёт!»    | | | |  |
| 1-3 октября 2013 г.                       | Подписан ряд документов: соглашение между банком ВТБ и правительством Удмуртии о реализации проекта строительства и эксплуатации платных мостовых переходов в регионе, меморандум о взаимопонимании между группой ВТБ и китайской государственной нефтегазовой корпорацией CNPC и т. д. | - Владимир Путин (Президент Российской Федерации), - Дмитрий Рогозин (заместитель председателя правительства РФ), - Антон Силуанов (министр финансов РФ), - Алексей Улюкаев (министр экономического развития РФ), - Алексей Моисеев (заместитель министра финансов РФ), - Олег Белозеров (заместитель министра транспорта РФ), - Ксения Юдаева (первый заместитель председателя Банка России), - Ольга Дергунова (заместитель министра экономического развития РФ — руководитель Федерального агентства по управлению государственным имуществом) - Петар Чобанов (министр финансов Болгарии), - Кристина Стенбек (председатель совета директоров Investment AB Kinnevik), - Лоуренс Хо (председатель правления и главный исполнительный директор Melco International Development Limited), - Андре Эстевес (главный исполнительный директор BTG Pactual) и др. | Более 2 тыс. участников |  |
| VI Инвестиционный форум «Россия зовёт!»   | | | |  |
| 1-2 октября 2014 г.                       | Ключевые темы: «Развитие России: в поисках новых возможностей», «Макроэкономическая политика — время ключевых решений» | - Владимир Путин (Президент Российской Федерации), - Антон Силуанов (министр финансов Российской Федерации), - Алексей Улюкаев (министр экономического развития РФ), - Эльвира Набиуллина (председатель Центрального банка РФ), - Герман Греф (президент и председатель правления Сбербанка России), - Андрей Костин (президент — председатель правления Банка ВТБ), - Марко Тронкетти Провера (председатель совета директоров Pirelli), - Рави Руйа (вице-председатель совета директоров Essar Group), - Ваньчжоу Мэн (главный исполнительный директор Huawei), - Льан Синь Джунь (генеральный директор Fosun Group), - Оливье Шармей (генеральный директор и президент Sanofi Pasteur), - Юрий Соловьёв (первый заместитель президента — председателя правления Банка ВТБ) и др. | Более 2 тыс. гостей, более 400 журналистов |  |
| VII Инвестиционный форум «Россия зовёт!»  | | | |  |
| 13-14 октября 2015 г.                     | | | Более 2 тыс. чел, более 480 журналистов |  |
| VIII Инвестиционный форум «Россия зовёт!» | | | |  |
| 12-14 октября 2016 г.                     | Организовано около тысячи деловых встреч для руководителей российских компаний и инвесторов | | Более 2500 гостей, в том числе 500 инвесторов из 60 стран, представителей власти и глав крупнейших глобальных корпораций                                        |  |
| IX Инвестиционный форум «Россия зовёт!»   | | | |  |
| 24-26 октября 2017 г.                     | | - Владимир Путин (Президент России), - Антон Силуанов (министр финансов), - Максим Орешкин (министр экономического развития РФ), - Александр Новак (министр энергетики РФ), - Андрей Костин (председатель правления банка ВТБ), - Али Шариф Аль-Имади (министр финансов Катара), - Ксавье Роле (президент London Stock Exchange Group), - Чан Чауту (президент CEFC China), - Нассеф Савирис (генеральный директор OCI N.V.) | |  |
| X Инвестиционный форум «Россия зовёт!»    | | | |  |
| 28-30 ноября 2018 г.                      | Организовано более 900 деловых встреч для представителей российских компаний и инвесторов. Банк ВТБ подписал ряд соглашений — меморандум о расширении сотрудничества между банком ВТБ и ДОМ.РФ, соглашения о сотрудничестве между ВТБ и Роскосмосом и соглашение о сотрудничестве между банком ВТБ, ОАО «РЖД» и ТрансТелеком по проекту Единая Транспортная Карта. | - Владимир Путин (Президент России), - Эльвира Набиуллина (председатель Центрального банка РФ), - Антон Силуанов (первый заместитель председателя правительства РФ — министр финансов РФ) - Максим Орешкин (министр экономического развития РФ), - Алексей Кудрин (председатель счетной палаты РФ), - Андрей Костин (президент — председатель правления банка ВТБ), - Дмитрий Конов (председатель правления СИБУР Холдинг), генеральный директор — председатель правления АК «АЛРОСА» Сергей Иванов. - Саймон Шангуань (генеральный директор GF International Investment Management), - Алехандро Агаг (основатель и генеральный директор Formula E Holdings), - Жан-Поль Торрис (генеральный директор Savencia Fromage&Dairy), - Халифа Аль Мубарак Халдун (генеральный директор группы и управляющий директор Mubadala Investment Company). | Более 2500 гостей, в том числе более 500 иностранных делегатов из 63 стран мира, представителей власти и руководителей крупных международных корпораций.        |  |
| XI Инвестиционный форум «Россия зовёт!»   | | | |  |
| 20-22 ноября 2019 г.                      | Основные темы: «Мосты над волнами деглобализации» | - Владимир Путин (Президент России), - Андрей Костин (президент — председатель правления банка ВТБ), - Кен Моэлис (председатель и главный исполнительный директор Moelis & Company), - Эмма Марчегалья (председатель правления и главный исполнительный директор Marcegaglia Holding), - Ван Яньчжи (исполнительный директор совета директоров, президент Фонда Шелкового пути) и др. | |  |
| XII Инвестиционный форум «Россия зовёт!»  | | | |  |
| 29-30 октября 2020 г.                     | Форум прошёл в онлайн-формате. Основные темы форума — «Глобальные вызовы, собственные решения», «Горизонты инвестирования в постпандемийный период», «Пандемия и технологии безопасного будущего» | - Владимир Путин (Президент России), - Марк Мобиус (основатель Mobius Capital Partners LLP), - Джим Роджерс (международный инвестор и писатель), - Анча Баранова (профессор Школы Системной Биологии Университета Джорджа Мейсона (Вирджиния, США)), - Михаил Осеевский (президент и председатель правления ПАО «Ростелеком»), - Тигран Худавердяни (управляющий директор группы компаний Яндекс) и др. | Форум собрал участников и зрителей из 104 стран мира, прямые трансляции в интернете и на ТВ посмотрели более 3 млн человек                                      |  |
| XIII Инвестиционный форум «Россия зовёт!» | | | |  |
| 30 ноября — 1 декабря 2021 г.             | Форум прошёл в онлайн-формате. Центральная тема — «Переосмысляя приоритеты в пользу устойчивого развития». Основные темы форума — «Инфраструктурные проекты как драйвер экономического роста», «Капля в море или мощная волна? Влияние розничных инвесторов на фондовый рынок» | - Владимир Путин (Президент России), - Алексей Чекунков (министр по развитию Дальнего Востока и Арктики), - Белен Маркос (исполнительный вице-президент VINCI Concessions), - Фарис Аль-Мазруи (руководитель инвестиционной программы Mubadala в России и СНГ) | |  |
| XIV Инвестиционный форум «Россия зовёт!»  | | | |  |
| 7-8 декабря 2023 г.                       | Форум прошёл в очном формате (впервые после начала пандемии). Центральная тема форума — «Жизнь без глобализации: объединяя суверенные экономики» | - Владимир Путин (Президент России), - Андрей Костин (президент — председатель правления банка ВТБ), - Эльвира Набиуллина (председатель Центрального банка РФ), - Антон Силуанов (министр финансов РФ), - Максим Орешкин (помощник Президента России), - Владимир Потанин (основатель и президент ООО «Холдинговая компания Интеррос») | |  |
| XV Инвестиционный форум «Россия зовёт!»   | | | |  |
| 4-5 декабря 2024 г.                       | Центральная тема форума — «Будущее капитала и капитал будущего» | - Владимир Путин (Президент России), - Андрей Костин (президент — председатель правления банка ВТБ), - Эльвира Набиуллина (председатель Центрального банка РФ), - Антон Силуанов (министр финансов РФ), - Максим Орешкин (заместитель руководителя АП РФ), - Максим Решетников (министр экономического развития РФ) | |  |

_______________________

## Выступления на форуме Владимира Путина
Важной особенностью форума стало повышенное внимание к нему со стороны руководства Российской Федерации. Обязательным пунктом программы форума стали выступления президента РФ Владимира Путина, в каждом из которых содержатся важные для развития экономики РФ и улучшения инвестиционного климата тезисы.

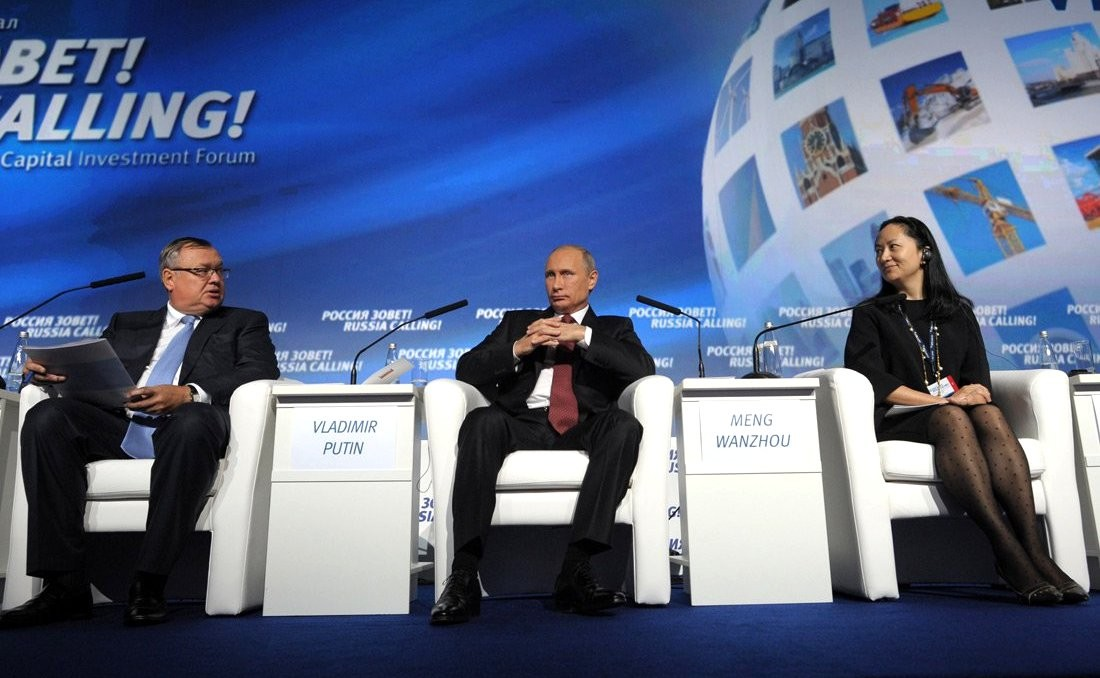
Андрей Костин и Владимир Путин на форуме «Россия зовёт!»

2011 — российская власть планирует сохранить курс 2005—2009 годов, основанный на привлечении в страну иностранного капитала, и по-прежнему рассматривает скорость снятия барьеров в экономике как макрорегулятор экономических и политических рисков.
2013 — Путин призывает инвесторов активнее работать на Дальнем Востоке.
2019 — президент России отмечает полезность санкций для развития экономики России, указывает на риски слишком быстрого снижения инфляции, объявляет о начале нового инвестиционный цикла с целью выйти на ежегодный объём вложений в основной капитал — 25 %, а в перспективе — 27 % от ВВП.
В 2021 году Владимир Путин поручил правительству проработать предложения по вычету НДФЛ для граждан, вкладывающихся в российские ценные бумаги на долгий срок и увеличить объёмы производства продуктов питания на внутреннем рынке.

## Вечерние мероприятия форума
Характерной особенностью форума стало появление Костина на вечернем торжественном приёме в костюмах художественно-исторических персонажей. Как отмечали газеты Financial Times и «Ведомости», в 2017 году Костин появился на вечеринке в костюме Сталина, в 2018 году — в образе героя «Звёздных войн» Оби-Ван Кеноби, в 2019 году — в костюме директора школы Хогвардс-сити Андрея Дамблдоровича (пародируя Альбуса Дамблдора — героя саги Джоан Роулинг о Гарри Поттере).

## Организация форума
Организатором форума выступает АО «ВТБ Капитал», корпоративно-инвестиционное направление в группе ВТБ (президент — Юрий Соловьёв, первый заместитель президента-председателя правления группы ВТБ).
Инициатором и вдохновителем форума, а также модератором стратегической сессии является президент-председатель правления ВТБ Андрей Костин. На форуме в 2021 году ему был вручён орден «За заслуги перед Отечеством» I степени (указ о награждении был подписан ранее, летом 2021).
Ключевой фигурой в организации форума является также Ольга Подойницына, старший вице-президент группы ВТБ, член правления ВТБ Капитал.

## Признание
Сам форум и его организаторы неоднократно получали престижные национальные и международные награды.
2013 — ВТБ Капитал получил за проведение форумов «Россия зовёт!» награду IPRA Golden World Awards в номинации «Лучший организатор мероприятия». В том же году форум удостоен премии Corporate & Financial Awards журнала Communicate Magazine (Великобритания) в номинациях «Лучшее инвестиционное мероприятие с участием аналитической команды/инвесторов/прессы» и «Лучшая стратегия по коммуникационному взаимодействию с иностранными инвесторами и СМИ».
2014 — Ольга Подойницына (член правления ВТБ Капитал, старший вице-президент группы ВТБ) получила премию SABRE Award как один из ключевых организаторов форума.
2015 — ВТБ Капитал стал лауреатом премии Corporate & Financial Awards журнала Communicate Magazine (Великобритания) в номинации «Лучшее взаимодействие с инвесторами и аналитиками». Форум завоевал премию The Moscow Times Awards 2015 в номинации «Бизнес-событие года».
2021 — XII Инвестиционный форум ВТБ Капитал «Россия зовёт!» (2020) стал одним из победителей международной премии Global Brands Awards журнала Global Brands Magazine в номинациях «Лучший инвестиционный форум в регионе EMEA» и «Лучшая конференция по связям с инвесторами в регионе EMEA». Форум «Россия зовёт» получил премию EFEA Awards в номинации «Событие года».